# Dodecano-1,5-lacton
Dodecano-1,5-lacton (auch Dodecan-1,5-olid oder δ-Dodecanolacton) ist eine organische Verbindung aus der Gruppe der Lactone.

## Vorkommen

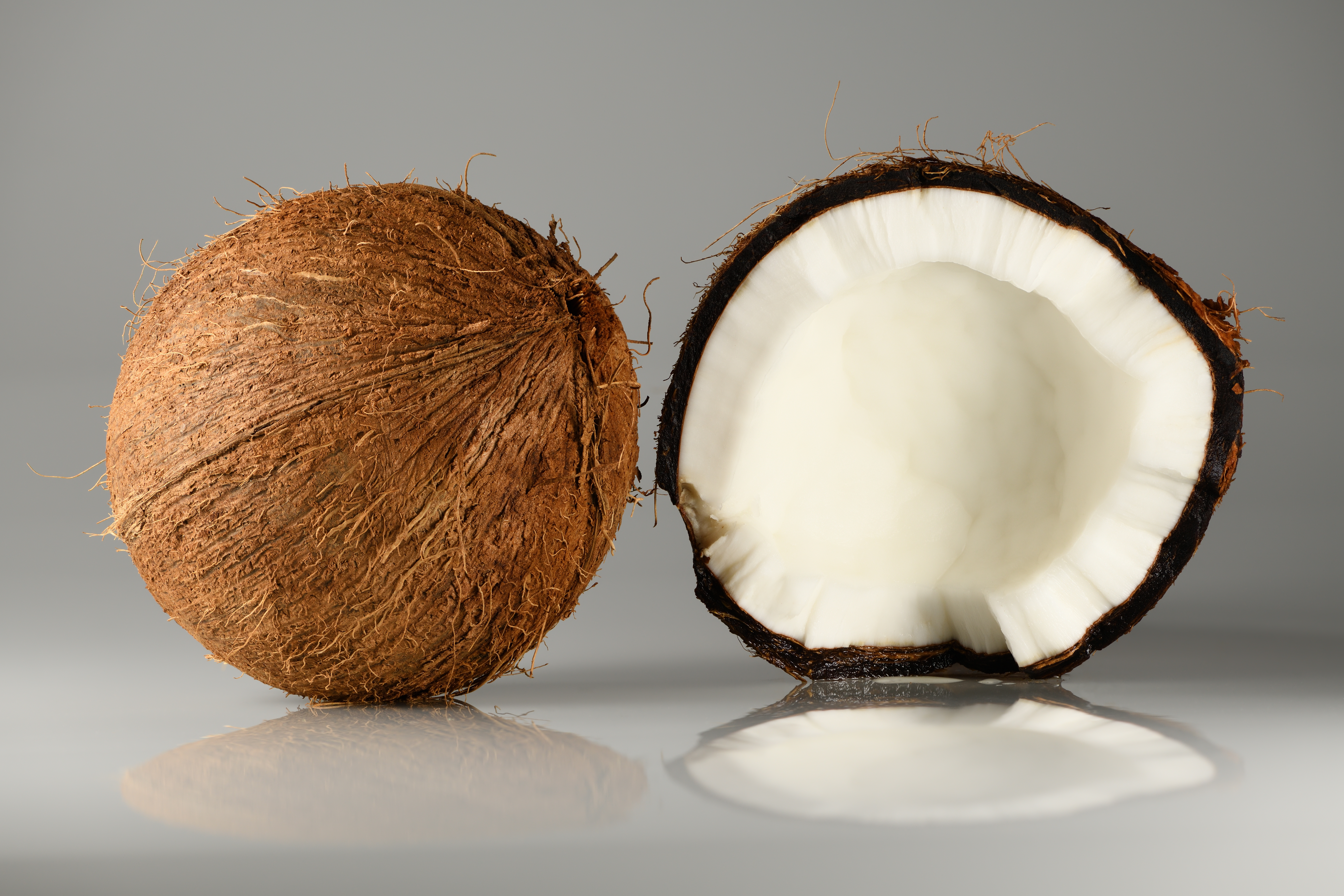
Kokosnuss

Dodecano-1,5-lacton wird in unterschiedlicher Zusammensetzung der Enantiomeren von mehreren Pflanzen gebildet. In Kokosnüssen tritt es mit 52 % (R)-Isomer praktisch racemisch auf, in Erdbeeren weist es mit 69 % (R)-Isomer einen deutlichen Enantiomerenüberschuss auf. Es wird außerdem von Lactobacillus plantarum gebildet. Dodecano-1,5-lacton kommt auch in Milchprodukten wie Milch, Schlagsahne, Butter und Käse vor, wobei es zu über 90 % als (R)-Enantiomer vorliegt.

## Herstellung
Dodecano-1,5-lacton kann ausgehend von Cyclopentanon hergestellt werden. Dazu wird dieses zunächst mit N,N-Dimethylhydrazin in ein Hydrazon umgewandelt. Durch Umsetzung mit Butyllithium und 1-Bromheptan und saure Aufarbeitung entsteht 2-Heptylcyclopentanon. Dieses kann durch Baeyer-Villiger-Oxidation mit Magnesiummonoperoxyphthalat in Dodecano-1,5-lacton umgewandelt werden. Eine Alternative Methode ist die Baeyer-Villiger-Oxidation von Heptylcyclopentanon mit Wasserstoffperoxid als Oxidationsmittel, Toluol als Lösungsmittel und mit Zinn(II)-chlorid modifizierter Bentonit als Katalysator. Die analoge biotechnologische Baeyer-Villiger-Oxidation gelingt mit dem Organismus Acinetobacter calcoaceticus in Gegenwart von Tetraethylpyrophosphat. Reaktion von Cyclopentanon mit einem Aldehyd im Basischen ergibt ein 2-Alkylidencyclopentanon. Durch Hydrierung an Palladium und Baeyer-Villiger-Oxidation werden δ -Lactone erhalten. Durch Reaktion mit Heptanal über 2-Heptylidencyclopentanon wird so ebenfalls Dodecano-1,5-lacton erhalten.
Die reinen Enantiomere können ausgehend vom N-Benzylamid der 5-Hydroxydodecansäure hergestellt werden. Dieses wird zunächst durch Dimethylaminopyridin und EDCI in Tetrahydrofuran mit Boc-geschütztem Alanin verestert. Dadurch entstehen Diastereomere, die chromatografisch getrennt werden können. Durch diese Trennung können beide Verbindungen jeweils zu einem enantiomerenreinen Lacton umgesetzt werden. Dazu werden durch Reaktion mit Natriumhydroxid in Methanol zunächst die Schutzgruppen entfernt und anschließend mit Schwefelsäure in Methanol ein Methylester hergestellt. Durch Umesterung / Lactonisierung mit para-Toluolsulfonsäure und einem Molsieb in Toluol wird das Lacton erhalten. Eine alternative Synthese für die reinen Enantiomere geht analog zur oben beschriebenen nicht enantioselektiven Methode von 2-Heptylidencyclopentanon aus. Asymmetrische Noyori-Hydrierung mit Wasserstoff und einem Ruthenium / BINAP-Katalysator ergibt enantiomerenreines 2-Heptylcyclopentanon. Dieses kann unter Erhalt der Stereochemie in einer Baeyer-Villiger-Oxidation mit meta-Chlorperbenzoesäure in Dodecano-1,5-lacton überführt werden.

## Eigenschaften
Die Verbindung wirkt fungizid, insbesondere gegen Schimmelpilze wie Aspergillus flavus und Aspergillus fumigatus.

## Verwendung
Dodecano-1,5-lacton wird weltweit in der Größenordnung von 10 bis 100 Tonnen pro Jahr als Duftstoff verwendet. Es ist in der EU unter der FL-Nummer 10.008 als Aromastoff für Lebensmittel zugelassen.